# Omán en los Juegos Paralímpicos de Barcelona 1992
Omán estuvo representado en los Juegos Paralímpicos de Barcelona 1992 por cuatro deportistas masculinos. El equipo paralímpico omaní no obtuvo ninguna medalla en estos Juegos.